# ECOFIT24
ECOFIT24（エコフィットトゥエンティフォー）は、日本のフィットネスジムブランド。エーイーシー株式会社（本社：愛知県名古屋市守山区）が運営し、24時間営業および無人運営の形態を採用している。

## 概要
ECOFIT24は2022年に設立され、日本国内でフランチャイズ方式による展開を行っている。店舗にはトレーニングマシンやフリーウェイト設備が設置され、無人運営を特徴としている。会員の入退館やトレーニング管理は専用アプリ「TRESUL（トレスル）」を用いて行われる。
2023年には俳優の市原隼人がブランドアンバサダーに就任した。

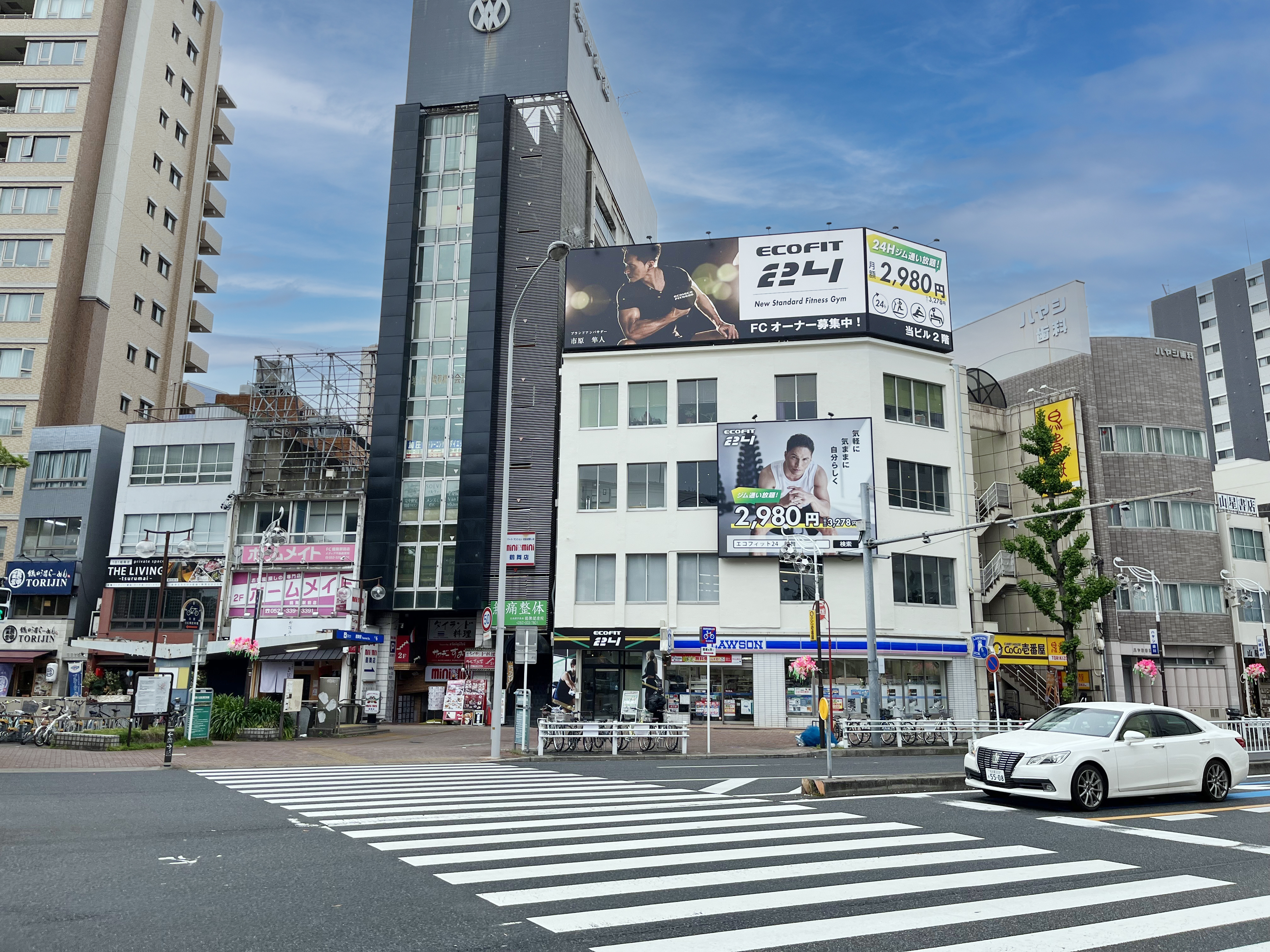
ECOFIT24鶴舞

## 沿革
- 2022年9月：初店舗（今池店、名古屋市）開業[2]。
- 2023年4月：フランチャイズ展開開始。
- 2024年3月：全国10店舗を達成。
- 2025年3月：全国20店舗に拡大。

## 特徴
ECOFIT24は、月額2,980円の24時間ジム。シンプルな内装やシャワールーム非設置による初期投資の低減と、無人運営による人件費抑制を特徴とする。このビジネスモデルは、運営効率を重視する小規模事業者や新規事業者向けとしても注目されている。

## メディア掲載
- 毎日新聞：「24時間ジム『エコフィット24』三重県初出店」[4]
- 山陽新聞デジタル：「福岡初出店！24時間フィットネス『ECOFIT24』」[5]
- NWG：「全店舗を3ヶ月以内に黒字化、顧客とFCオーナーが喜ぶ施設づくり」[6]
- XEXEQ：「ECOFIT24がFRAX OSAKAに出展」[7]